# Golden Telecom
Golden Telecom (по-русски произносится Голден Телеком) — телекоммуникационная компания, действовавшая на российском рынке в 1996—2010 годах. Полное наименование — Golden Telecom Incorporated. Зарегистрирована по законодательству США в штате Делавэр. Штаб-квартира — в Москве (Кожевнический проезд, 1). Учреждена в 1996 году международной корпорацией Global Telesystems.
2 апреля 2001 г. «Голден Телеком, Инк.» объявил о том, что корпорация «Global TeleSystems, Inc.» (GTS), владеющая контрольным пакетом акций «Голден Телеком, Инк.», пришла к соглашению с российским консорциумом «Альфа-групп» о продаже 12,2 млн акций холдинга «Голден Телеком, Инк.», представляющих 50 % акций компании.
С 01.03.2008 ООО «СЦС Совинтел» (торговая марка «Голден Телеком») входила в группу компаний «ВымпелКом» (торговая марка «Билайн»). С 25 ноября 2010 года ЗАО «СЦС Совинтел» реорганизовано путём присоединения к ОАО «Вымпел-Коммуникации».
Компания оказывала услуги цифровой телефонной связи, доступа в интернет, передачи данных, построения выделенных каналов и т. п. Сеть компании включает более 165 точек присутствия в России и СНГ. Владеет одной из первых в России лицензий на оказание услуг дальней связи и является одним из старейших первичных провайдеров.
В собственности компании находился Golden Telecom LLC — украинский провайдер интегрированных телекоммуникационных услуг для корпоративных клиентов, операторов связи и частных лиц, предоставляющий услуги местной, междугородной и международной телефонии и передачи данных, услуги доступа в Интернет по выделенным каналам и коммутируемый доступ под торговой маркой «Світ Онлайн», а также услуги мобильной связи стандарта GSM1800 под торговыми марками Голден Телеком GSM и UNI.

## Приобретения
- сентябрь 1999 — «Совам Телепорт» (торговые марки «РОЛ», «Россия-он-Лайн»), Москва;
- апрель 2000 — портал Absolute Games;
- июль 2000 — IT Infoart Stars (основной актив — развлекательный портал infoart.ru);
- июль 2000 — Поисковая система aport.ru, интернет-каталог atrus.ru, развлекательный портал omen.ru;
- апрель 2001 — интернет-провайдеры «Ситилайн» и «Уралрелком»;
- март 2002 — ООО «СЦС Совинтел»;
- июнь 2003 — ООО «СибЧелендж-Телеком», Красноярск;
- июнь 2003 — группа компаний «Коминком-Комбеллга», Москва;
- февраль 2004 — компания «ST-Holding», Чехия и ЗАО «Самара-Телеком», Самара;
- апрель 2006 — 70 % акций ЗАО «Татарские интеллектуальные коммуникации» («Татинтелком»), Татарстан;
- август 2006 — группа компаний «Кубтелеком», Краснодарский край;
- ноябрь 2006 — ЗАО «Корус ИСП», Екатеринбург;
- декабрь 2006 — приобретён контрольный пакет «Корбины», Москва;
- январь 2007 — ОАО «Уралхиммаш» и ООО «Лес-Транзит», Екатеринбург;
- январь 2007 — ООО «Витус», Нижний Новгород;
- январь 2007 — ООО «Информтехнолоджи», Чебоксары;
- март 2007 — ЗАО «Агентство телекоммуникаций», Пермь;
- декабрь 2007 — ЗАО «БрянскТел», Брянск;
- декабрь 2007 — ООО «Брянскинтел», Брянск;
- декабрь 2007 — ООО «Скат-7», Череповец.

### Федеральная транзитная сеть
Сеть компании в России основывается на волоконно-оптическом канале связи «Москва — Петербург» и, по пресс-релизу от 17 марта 2006 года, на новой волоконно-оптической магистрали «Москва — Нижний Новгород». Протяжённость линии — 485 км. Строительство магистрали «Москва — Нижний Новгород» осуществлялось вместе с ОАО «ВымпелКом»; данный этап строительства обошелся «Голден Телекому» в 4,5 млн $ (предположительно, «ВымпелКому» он обошелся в такую же сумму).
5 июня 2006 года «Голден Телеком» завершил строительство участка «Нижний Новгород — Казань», длина которого составляет 490 км.
На четвёртый квартал 2006 года была запланирована сдача в коммерческую эксплуатацию ещё одного участка линий связи: «Казань — Уфа». В 2007 году компания собирается начать строительство ВОЛС на участке «Казань — Набережные Челны — Пермь — Екатеринбург», а к концу 2007 года завершить строительство участка «Уфа — Самара — Саратов».

### Golden WiFi
В 2006 году Голден Телеком объявил о начале строительства в Москве крупнейшей в Европе Wi-Fi-сети — Golden WiFi. В мае 2007 года сеть Golden WiFi была признана самой большой городской Wi-Fi сетью в мире. В апреле 2008 года Golden WiFi получил золотую награду «Бренд года / EFFIE — 2007».
В августе 2008 года принято решение о завершении развития сети; с декабря 2008 года сеть Golden WiFi переименована в Билайн WiFi.
Имела филиалы в городах Архангельске, Великом Новгороде, Владивостоке, Волгограде, Воронеже, Екатеринбурге, Иркутской области и Бурятии, Казани, Калининграде, Калуге, Кемерове, Краснодаре, Красноярске, Нижнем Новгороде, Новороссийске, Новосибирске, Орле, Петрозаводске, Пскове, Самаре, Санкт-Петербурге, Саратове, Сочи, Сыктывкаре, Туле, Тюмени, Уфе, Хабаровске, Чебоксарах, Череповце и Южно-Сахалинске.
Выручка компании за 2006 год увеличилась по сравнению с 2005 годом на 28 % до 855 млн $, чистая прибыль — на 12 % до 86 млн $, рентабельность по EBITDA снизилась за год с 30 % до 27 %.

## Акционеры
Состав акционеров компании (на 05 декабря 2003 года):
- Альфа-Телеком (30 %);
- Telenor (20 %);
- Ростелеком (11 %);
- Европейский банк реконструкции и развития (8 %);
- ING Barings (7 %);
- Capital International Global Emerging Markets Private Equity Fund L.P. (6 %).

## Голден Телеком, Украина
ООО «Голден Телеком» («Голден Телеком, Украина») — украинский оператор интегрированных телекоммуникационных услуг для корпоративных клиентов, а также для операторов связи. Являлся частью холдинга «Golden Telecom Inc.» (NASDAQ: GLDN), ныне входит в состав «Вымпелкома». Основные три направления бизнеса компании:
- местная, междугородная и международная телефонная связь и передача данных;
- IP-телефония под торговой маркой «Алло»;
- доступ в Интернет: корпоративное подключение по выделенным каналам и коммутируемый доступ для частных клиентов под торговой маркой «Beeline Интернет дома» (ранее «Світ Онлайн»);

- мобильная связь в стандарте GSM-1800 под торговыми марками «Голден Телеком GSM» и «UNI» в Киеве и Одессе (74,685 тыс. абонентов состоянием на 1 октября 2007 года). Сетевой код 39.

Также среди услуг, предоставляемых компанией: комплексные телекоммуникационные решения разной сложности, услуги для банков и других финансовых учреждений, корпоративные сети в масштабах Украины, СНГ и всего мира.
Совместное украинско-американское предприятие «Голден Телеком» основано 6 декабря 1996 года.
В феврале 2000 года Голден Телеком объединился с одним из крупнейших украинских провайдеров услуг передачи данных и интернета «Совам Телепорт».
В 3 квартале 2002 г. в структуре собственности Голден Телекома произошли изменения, в результате которых единственным собственником предприятия стала компания «Голден Телеком, Инк.».
В 2008 году после объединения материнских компаний «Golden Telecom Incorporated» и «Вымпел-Коммуникации» началось объединение украинских компаний «Голден Телеком» и «Украинские радиосистемы» и перевод услуг компании под бренд Beeline.
C 4 сентября 2013 г. компания прекратила оказание услуг сотовой связи. Абонентам (10 тыс. чел.) предложено перейти на обслуживание в «Киевстар».
08.07.2015, согласно данным из Единого государственного реестра, юридическое лицо прекратило существование.

## Голден Телеком, Казахстан
ТОО «СА-Телком» было учреждено в 1995 году. Его создание было инициировано холдингом АО "Сары-Арка" частью которого, а именно "Департаментом телекоммуникаций", компания являлась ранее. Новая структура, по замыслу её создателей, должна была заняться развитием информационных технологий и телекоммуникаций в Казахстане. В том же году началось сотрудничество с российским "Совам Телепорт", на тот момент заинтересованным в продвижении своего предприятия и партнерстве с казахстанским провайдером.
В 2000 году «СА-Телком» полностью выкуплена Голден Телекомом.